# Memorial Park
Memorial Park è un complesso sportivo multifunzione di Palmerston North, in Nuova Zelanda.
Fino al 2015 fu l'impianto interno degli incontri del club calcistico Manawatu Utd.
Lo stadio può contenere circa 8 000 persone.